# Фельтен, Иоганн (художник)
Иоганн Фельтен (нем. Johann Velten; 15 января 1807, Грах-на-Мозеле — 30 декабря 1883, там же) — немецкий художник, живописец. Представитель Дюссельдорфской художественной школы.

## Биография
Родился в семье скромного достатка. Отец трудился на виноградниках. Сначала учился в подготовительном классе у Генриха Кристофа Колбе (1830—1831). Затем обучался в Дюссельдорфской академии художеств. После завершения учёбы вернулся в родной город и работал там преимущественно портретистом. Пользовался популярностью, особенно в Сааре и Мозеле.
Свои работы создавал в стиле нового зарождающегося реализма.
Участник Революции 1848 года в Германии. В ноябре 1848 года был обвинён в участии в Революции 1848 года в Германии, арестован и заключён в тюрьму в Трире. В течение полугода содержался в качестве политического заключённого в строгих условиях прусской тюрьмы, включая принудительный труд и одиночное заключение. Позже был оправдан и вышел на свободу.
Продолжил работать в качестве художника-портретиста, занимался пейзажной и церковной живописью.